# Alfred Janson
Pour les articles homonymes, voir Janson.
Alfred Janson, né le 10 mars 1937 à Oslo et mort le 19 mai 2019, est un compositeur norvégien.

## Biographie
Ses premiers cours de musique lui sont donnés par sa mère, professeure de piano. Il se tourne vite vers l'accordéon qui devient son principal instrument.
Il gagne sa vie en jouant dans des groupes de jazz dans les cafés et les restaurants.
Il prend des cours de composition avec Finn Mortensen. Sa musique emploi des techniques modernes très variées.

## Œuvres

### Opéras
- Fjeldeventyret (« Une aventure montagnarde », 1970-1973), création à Oslo le 9 avril 1937.

### Musique orchestrale
- Vuggesang (« Berceuse », 1963), pour 48 instruments à cordes et piano ;
- Konstruksjon og hymne (« Construction et Hymne », 1963) pour orchestre ;
- Concerto pour violon (1973-1975) ;
- Mellomspill (« Interlude », 1985) pour orchestre.

### Musique de chambre
- Canon (1964), pour saxophone, percussion, piano, orgue Hammond, contrebasse, voix et bande magnétique ;
- Valse triste (1970), pour quintette de jazz et bande magnétique ;
- Quatuor à cordes (1978).

### Musique vocale
- Tema (1966), pour chœur, orgue, percussion et piano
- Nocturne (1967), pour deux chœurs, deux violoncelles, deux groupes de percussion et harpe d'après Nietzsche ;
- Röster i mänskligt landskap (« Voix dans un paysage humain », 1969), messe pour trois acteurs, chœur et dix instruments ;
- Vinger (« Ailes », 1982-1983), pour chœur et orchestre de jazz.

### Musique de scène
- Mot solen (« Vers le soleil », 1968), ballet pour deux saxophones, chœur et ensemble orchestral ;
- I dag død imorgen rosenrød (« Bonbons et ballons », 1969), ballet ;
- Aberte (1972), musique de scène pour une pièce télévisée.